# Serra Alta (kommun)
Serra Alta är en kommun i Brasilien.   Den ligger i delstaten Santa Catarina, i den södra delen av landet, 1 300 km söder om huvudstaden Brasília. Antalet invånare är 3 285.
I omgivningarna runt Serra Alta växer huvudsakligen savannskog. Runt Serra Alta är det ganska tätbefolkat, med 56 invånare per kvadratkilometer.